# Patronat d'Estudis Osonencs
El Patronat d'Estudis Osonencs és una societat acadèmica que pretén fomentar i impulsar la investigació científica, les arts i les lletres, així com protegir el patrimoni cultural i artístic de la comarca d'Osona.

## Orígens i seu
L'entitat fou fundada a la ciutat de Vic el 1952 recollint la tradició cultural impulsada anteriorment pel "Círcol Literari de Vic", fundat el 1860, i la "Societat Arqueològica" constituïda el 1882.
El Patronat té la seu al Temple romà de Vic, del qual és propietari, com ho és també de dos altres indrets emblemàtics: l'església romànica de Sant Esteve de Vinyoles, d'on fou vicari Mossèn Cinto Verdaguer; i de la Font del Desmai, lloc vinculat també a Verdaguer, a l'Esbart de Vic i a la Renaixença catalana.
El Patronat és una entitat integrada dins la vida de la comarca, d'on són la major part dels seus socis, i compta dins la seva Junta amb representants d'algunes de les principals institucions públiques i privades (Consell Comarcal, Universitat de Vic, l'Ajuntament de la mateixa ciutat, Museu Episcopal de Vic i els Amics dels Museus d'Osona).

## Finalitat
La finalitat d'aquesta institució és fomentar els valors culturals, impulsant l'estudi i la investigació de temes relacionats amb la comarca d'Osona, i potenciant el coneixement i la valorització del seu patrimoni cultural, artístic i monumental, sense perdre mai de vista les relacions de la comarca amb l'entorn i amb la resta del país. Des del seu arrelament a l'Osona, el Patronat vol ser un emissor i un receptor més en el món global de la cultura, el coneixement i la creativitat.
L'actuació del Patronat es concreta en l'organització d'actes culturals (conferències, exposicions, debats...) i la publicació d'estudis. Aquestes activitats es canalitzen a través de les diferents seccions que conformen el seu Consell d'Estudis i que es corresponen amb les diferents disciplines científiques i humanístiques (art, arqueologia, història, llengua, ciències…), i a través de vocalies amb funcions específiques (patrimoni, exposicions, visites culturals...).
Alhora, en la seva vocació de col·laboració amb centres homòlegs el Patronat està adherit a la Coordinadora de Centres d'Estudis de Parla Catalana i té establerts nombrosos acords d'intercanvi nacionals i internacionals.

## Publicacions
Un dels àmbits d'actuació més rellevants del Patronat és la publicació d'estudis i documents d'interès comarcal i general. La publicació periòdica oficial del Patronat i òrgan d'expressió de la seva activitat científica i cultural és la revista Ausa, que s'ha editat de manera ininterrompuda des de 1952.
A banda d'aquesta revista publica també les col·leccions Monografies i Osona a la Butxaca, i, en col·laboració amb altres institucions, Documents i Catàlegs. A més també porta a terme edicions puntuals fora de col·lecció.